# The Private Secretary
The Private Secretary é um filme de comédia produzido no Reino Unido e lançado em 1935. É uma adaptação da peça teatral The Private Secretary, de Charles Henry Hawtrey.